# Emile Capelle
Emile Jules Adolphe Clément Ghislain Capelle (Dinant, 5 augustus 1870 - Brussel, 27 februari 1928) was een Belgisch arts en volksvertegenwoordiger.

## Levensloop
Capelle werd arts en vestigde zich in Dinant. Hij werd er ook gemeenteraadslid.
In 1906 werd hij verkozen tot liberaal volksvertegenwoordiger voor het arrondissement Dinant-Philippeville en vervulde dit mandaat tot in 1919.